# Sisyra
Sisyra – rodzaj sieciarek (Neuroptera) z rodziny okudlicowatych (Sisyridae), dla której jest typem nomenklatorycznym. Obejmuje gatunki o kosmopolitycznym zasięgu występowania. W Europie stwierdzono występowanie 5 gatunków. W Polsce występują 3 z nich:
- Sisyra dalii
- Sisyra nigra
- Sisyra terminalis